# Nigel Pearson
Nigel Graham Pearson (* 21. August 1963 in Nottingham) ist ein ehemaliger englischer Fußballspieler und aktueller -trainer.

## Spielerkarriere
Nigel Pearson debütierte am 1. Spieltag der Football League Second Division 1982/83 für den englischen Zweitligisten Shrewsbury Town. Für den Tabellenneunten erzielte er bis zum Saisonende ein Tor in 39 Ligaspielen. Im Verlauf der Saison 1983/84 verletzte sich der 20-jährige Verteidiger schwer und verpasste infolgedessen die komplette anschließende Spielzeit. Nach seiner Rückkehr in der Second Division 1985/86 verbrachte er zwei Spielzeiten als Stammspieler im unteren Tabellenmittelfeld.
Am 16. Oktober 1987 wechselte Nigel Pearson zum Erstligisten Sheffield Wednesday. Mit der von Howard Wilkinson trainierten Mannschaft beendete er die Football League First Division 1987/88 auf dem elften Platz. Nach einem knapp erreichten Klassenerhalt in der Folgesaison stieg der Verein 1989/90 als Drittletzter in die zweite Liga ab. In der neuen Spielklasse erreichte das Team um Mannschaftskapitän Pearson (39 Ligaspiele/6 Treffer) den direkten Wiederaufstieg und steigerte diesen Erfolg durch den Titel im League Cup 1990/91. Dank eines Treffers von John Sheridan in der 37. Minute besiegte der Außenseiter den klaren Favoriten Manchester United in Wembley mit 1:0. Die Rückkehr in die First Division 1991/92 führte den Verein auf den dritten Tabellenplatz. 1992/93 zog Sheffield Wednesday in beiden englischen Pokalwettbewerben ins Finale ein und traf jeweils auf den FC Arsenal. Nigel Pearson verpasste sowohl die 1:2-Niederlage im Finale des League Cup 1992/93, als auch den knapp verpassten Titel im FA Cup 1992/93 aufgrund einer Verletzung.
Zu Beginn der Saison 1994/95 verpflichtete ihn der Zweitligist FC Middlesbrough. Nach dem Gewinn der Zweitligameisterschaft in der ersten Spielzeit, stieg er mit seiner Mannschaft in der Premier League 1996/97 wieder in die zweite Liga ab. Im FA Cup 1996/97 erreichte Middlesbrough das Finale, verlor jedoch 0:2 gegen den FC Chelsea. In seiner letzten Spielzeit erreichte er 1997/98 den erneuten Aufstieg in die Premier League.

## Trainerkarriere

### Carlisle United und FC Southampton
Seine Trainerkarriere begann Nigel Pearson am 7. Dezember 1998 beim Viertligisten Carlisle United und erreichte mit seiner Mannschaft den Klassenerhalt. Nach Stationen als Trainer der zweiten Mannschaft bzw. als Co-Trainer bei Stoke City, West Bromwich Albion, der englischen U-21-Nationalmannschaft und Newcastle United, wurde er am 18. Februar 2008 als Cheftrainer des FC Southampton vorgestellt. Mit seiner neuen Mannschaft erreichte er den Klassenerhalt in der Football League Championship 2007/08.

### Leicester City und Hull City
Nach Ablauf seines Vertrages am Ende der Saison übernahm er am 20. Juni 2008 den Trainerposten bei Leicester City und führte den Verein in der Football League One 2008/09 zum Gewinn der Drittligameisterschaft. 2009/10 erreichte der Aufsteiger als Tabellenfünfter die Play-offs, scheiterte jedoch vorzeitig an Cardiff City.
Da das Verhältnis mit dem Teambesitzer Milan Mandarić gestört war, verließ Pearson nach zwei erfolgreichen Jahren in Leicester den Verein und unterschrieb einen Vertrag bei Hull City. Mit dem Premier-League-Absteiger erreichte er lediglich den 11. Platz der Football League Championship 2010/11.
In der Hinrunde der Saison 2011/12 beendete Pearson seine Tätigkeit in Kingston upon Hull und kehrte zu Leicester City zurück. Der neue thailändische Besitzer des Vereins hatte umfangreiche Investitionen vorgenommen und den bisherigen Trainer Sven-Göran Eriksson aufgrund eines Fehlstarts entlassen. In der Saison 2013/14 stieg Leicester City unter seiner Führung als Tabellenerster auf. Der Verein beendete die Ligasaison auf einem sicheren 14. Rang. Am 30. Juni 2015 wurde Pearson entlassen. Zur neuen Saison wurde der Italiener Claudio Ranieri sein Nachfolger.

### Seit 2016
Im Sommer 2016 wurde er neuer Trainer bei Derby County. Er unterschrieb einen Dreijahresvertrag. Nachdem der Verein sich im Verlauf der Hinrunde der EFL Championship 2016/17 statt der avisierten Aufstiegsränge im unteren Tabellendrittel wiederfand, gab Derby am 8. Oktober 2016 die Trennung im gegenseitigen Einvernehmen bekannt.
Im September 2017 übernahm Pearson den belgischen Zweitligisten Oud-Heverlee Löwen, bei denen er im Februar 2019 wieder entlassen wurde. Anfang Dezember 2019 übernahm er nach der Entlassung von Quique Sánchez Flores den abstiegsgefährdeten Erstligisten FC Watford. Zwei Spieltage vor Saisonende wurde Pearson nach einer 1:3-Niederlage gegen West Ham United bereits im Juli 2020 als dritter Watford-Trainer im Saisonverlauf entlassen, zu diesem stand der Klub mit drei Punkten Vorsprung auf einen Abstiegsrang auf Platz 17.
Einen neuen Trainerjob übernahm Pearson Ende Februar 2021 mit dem Zweitligisten Bristol City, bei dem im Tabellenmittelfeld liegenden Klub unterzeichnete er einen Vertrag bis Saisonende. Bereits im April 2021 unterzeichnete er einen Vertrag bis Sommer 2024 und führte Bristol in den folgenden beiden Spielzeiten erneut zu Platzierungen im Mittelfeld der EFL Championship. Nachdem Pearson sich im Oktober 2023 öffentlich seine Verwunderung darüber geäußert hatte, keine Vertragsverlängerungen angeboten bekommen zu haben, wurde er im Anschluss an eine Niederlage gegen Cardiff City auf dem 15. Tabellenplatz liegend Ende Oktober 2023 entlassen.

## Titel und Erfolge
- FA-Cup-Finalist: 1996/97
- League-Cup-Gewinner: 1990/91
- League-Cup-Finalist: 1997/98 und 1998/99